# مات دايسون
مات دايسون (بالإنجليزية: Matt Dyson)‏ هو لاعب كرة قدم أمريكية أمريكي، ولد في 1 أغسطس 1972 في لا بلاتا في الولايات المتحدة.

## وصلات خارجية
- مات دايسون على موقع مرجع كرة القدم المحترفة.كوم (الإنجليزية)